# Куатбаев, Кунсайын Баймухабетович
Кунсайын Баймухабетович Куатбаев (1935, г. Сарканд Апматинской области — 1991, Алма-Ата) — казахский советский композитор.

## Биография
Окончил Казахскую национальную консерваторию.
Работал в республиканских издательствах «Мектеп» и «Онер».
Широко известны в народе его песни «Аяулык ақ сұнкарым», «Таң сәріде», «Қарындас», «Таңсамалы», «Шолпаным», «Күтемін» и др.
Автор методической пособий для детей и подростков, сборников песен «Музыка сауаты», «Музыкалық ойындар, әндер», «Қоңырау», «Моншақтар»,